# Цехолеви (Хойницький повіт)
Цехолеви (пол. Ciecholewy) — село в Польщі, у гміні Конажини Хойницького повіту Поморського воєводства.
Населення — 147 осіб (2011).
У 1975-1998 роках село належало до Слупського воєводства.

## Демографія
Демографічна структура станом на 31 березня 2011 року:
|          | Загалом | Допрацездатний вік | Працездатний вік | Постпрацездатний вік |
| -------- | ------- | ------------------ | ---------------- | -------------------- |
| Чоловіки | 73      | 22                 | 46               | 5                    |
| Жінки    | 74      | 18                 | 41               | 15                   |
| Разом    | 147     | 40                 | 87               | 20                   |